# Olvasókő

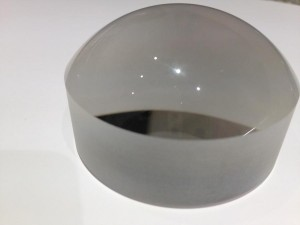
Olvasókő

Az olvasókő az 1240-es években feltalált látásjavító segédeszköz, az első ilyen célt szolgáló találmány. Formája egy plánkonvex lencsére hasonlít. Rövid időn belül egész Európában elterjedt, ötven évvel később azonban már a szemüveg váltotta fel, mivel az az egész látóteret javítja, míg egy olvasókő csak kis területre használható.